# Rashk-e Vosţá
Rashk-e Vosţá (persiska: رَشكِ ميان, رشک وسطى, Rashk-e Vasaţ, رشک وسط, Rashk-e Mīān) är en ort i Iran.   Den ligger i provinsen Kerman, i den centrala delen av landet, 700 km sydost om huvudstaden Teheran. Rashk-e Vosţá ligger 2 035 meter över havet och antalet invånare är 197.
Terrängen runt Rashk-e Vosţá är kuperad österut, men västerut är den platt.Runt Rashk-e Vosţá är det glesbefolkat, med 15 invånare per kvadratkilometer. Närmaste större samhälle är Shahrak-e Pābedānā, 9,0 km nordväst om Rashk-e Vosţá. Trakten runt Rashk-e Vosţá är ofruktbar med lite eller ingen växtlighet.